# Józefowo (gmina Ławaryszki)
Józefowo, Józefowo Januliskie (lit. Juozapinė) – wieś na Litwie, w rejonie wileńskim, 7 km na południe od Ławaryszek, zamieszkana przez 4 osoby.

## Historia
W dwudziestoleciu międzywojennym leżało w Polsce, w województwie wileńskim, w powiecie wileńsko-trockim, w gminie Mickuny.
Po II wojnie światowej w granicach Związku Sowieckiego. Od 1991 na niepodległej Litwie.